# هاینریش فریدریش وبر
هاینریش فریدریش وبر (آلمانی: Heinrich Friedrich Weber؛ زاده ۷ نوامبر ۱۸۴۳ – درگذشته ۲۴ مهٔ ۱۹۱۲) یک فیزیک‌دان اهل سوئیس بود.